# N-435R

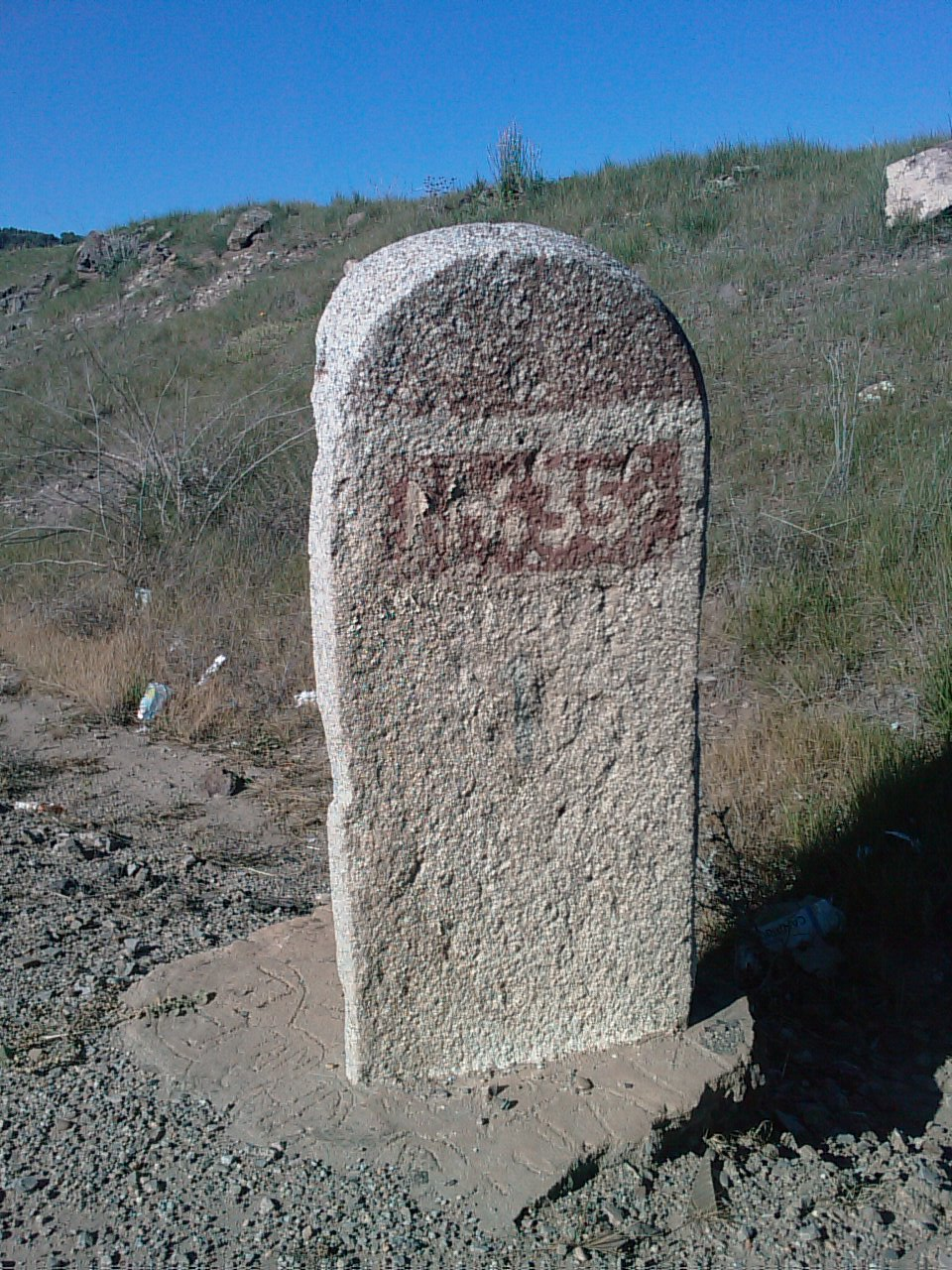
Hito antiguo de granito en la antigua N-435R, ya descatalogada, cerca de Los Santos de Maimona.

La clave N-435R era la antigua denominación de la carretera entre   N-630  (Los Santos de Maimona) y   N-435  (Fregenal de la Sierra), de titularidad de la Junta de Extremadura. Su categoría era, por su transferencia, nacional. Su denominación oficial era   N-435R , de Badajoz y Zafra a Huelva.

## Historia de la carretera
La carretera   N-435R  fue una de las dos carreteras nacionales, la otra fue la   N-523  (hoy   EX-100 ), transferidas por el Estado a la Junta de Extremadura en 1984.
Su denominación, Badajoz y Zafra a Huelva, denotaba que era en realidad un ramal de la   N-435 , carretera esta no transferida por el Estado. Este ramal conectaba la   N-630  con la   N-435 .
La denominación se conservó en la transferencia de las carreteras del Estado a la Junta de Extremadura del año 1984.
En el año 1997, al cambiar la denominación de las carreteras de titularidad de la Junta de Extremadura, pasó a denominarse oficialmente   EX-101 .
Es la antigua C-423 que fue renombrada en el cambio del catálogo de Carreteras de la Junta de Extremadura en el año 1997.
Posteriormente, una vez construido el nuevo puente de Ajuda sobre el río Guadiana y haber continuidad internacional, se le añadió la   EX-116  (antigua BA-211), en el Catálogo del año 2000, dándose de baja esta clave para esta carretera y asignándosela a la carretera de la   EX-116  a Castilblanco por Valdecaballeros, transferida de la Diputación Provincial de Cáceres a la Junta de Extremadura en ese mismo año.

## Recorrido

### Inicio
Su origen está en la glorieta intersección con   EX-206 /  EX-346  en Don Benito.

### Final
Su final está en la frontera con Portugal en el nuevo puente de Ajuda sobre el río Guadiana.
- Datos: Q10945851